# 해양학

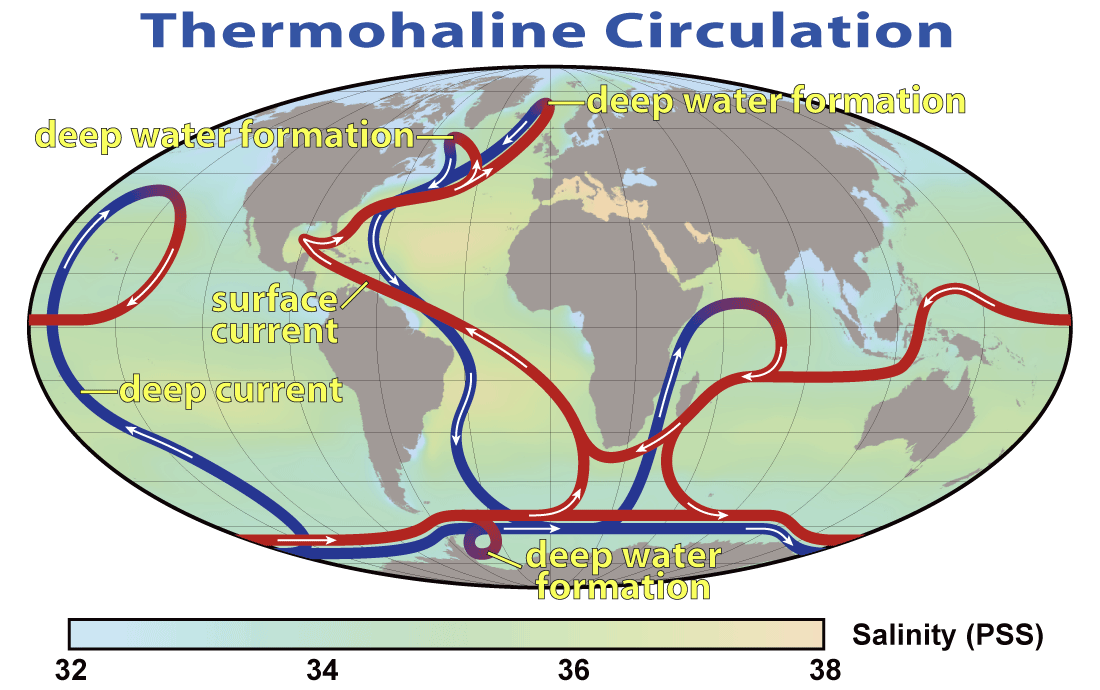
열염순환

해양학(海洋學, 영어: Oceanography)은 바다(해양)에서 일어나는 여러 가지 현상을 연구하는 학문이다. 지질학, 물리학, 생물학, 화학 그리고 이들 각 분야의 학문을 바다와 그 주위에 적용할 공학을 비롯한 여러 학문분야를 포함한다. 해양학의 세부학문으로는 해양지질학(海洋地質學), 물리해양학(物理海洋學), 해양생물학(海洋生物學), 화학해양학(化學海洋學), 해양공학(海洋工學) 등이 있다. 해양지질학은 지구 내부의 성분, 지각의 변동, 해저퇴적물의 특성, 고기후에 대한 연구를 한다. 해양지질학은 순수 학문분야를 넘어 지진예측이나 지하자원의 분포를 분석하는 실용적인 학문에도 영향을 주는 학문분야이다. 물리해양학은 파랑역학, 해류, 해양-대기의 상호작용을 연구하는 학문분야이다. 최근 물리해양학은 공해로 인한 기후 변화에 대한 예측이 중요해짐에 따라 학문의 중요성이 부각되고 있다. 해양생물학은 해양생물의 분포와 특성, 해양-대기의 상관관계로 인한 생물에 미치는 영향을 연구하며, 해양생물로부터 유용한 물질을 얻기 위해 연구하는 분야이다. 화학해양학은 해양의 용존 고체 및 기체와 이들 성분이 해양에 미치는 지질학적·생물학적 관련성을 연구하는 학문이다. 해양공학은 석유 플랫폼, 선박, 항만 등 해양을 이용하는 데 있어서 구조물의 건조·설계 분야를 연구하는 학문이다. 또 항해의 안전성 재고에 대한 연구가 이 분야에서 이루어지고 있다.

## 역사

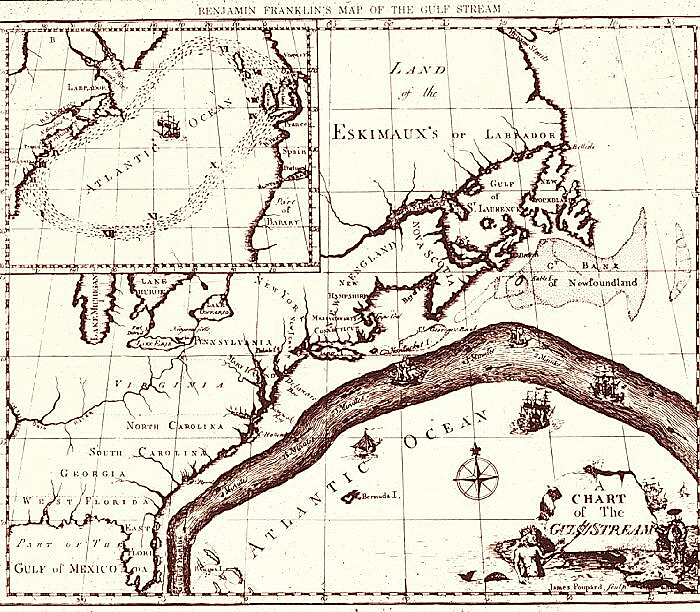
벤저민 프랭클린이 1770년경에 그린 멕시코 만류.

### 초기역사
해양학은 선사시대에 인류가 바다와 파도와 해류에 대한 지식을 습득한 것으로부터 시작되었으며, 이후 기원전 384-322년에 아리스토텔레스와 스트라본이 조수를 기록하였다. 바다에 대한 초기탐험은 주로 지도 제작을 위해 이루어졌으며, 그 내용이 어부들이 그물에서 기르던 동물과 해양의 표면에 대한 것들로 제한되었으며, 이후 납선을 이용한 바다의 깊이 측정 또한 이루어졌다.
체계적으로 지속된 최초의 과학적 대규모 프로젝트로는 대서양의 해류와 바람에 대한 포르투갈의 대서양 항해 캠페인이 있다. 수학자 및 천문학자로서 인정받았던 포르투갈의 수학자 페드루 누네스(1502-1578)는 1527년부터 왕실에 임명될 때까지 조종사 및 선임 선원의 교육에 관여하였는데, 2차원상의 지도에 표시된 두 지점의 지구에서의 최단경로인 사항곡선에 대해 연구했다. 그는 이후 〈구에 대한 소고Treatise of the Sphere〉라는 책을 출판했는데 여기에는 그의 기하학적 및 천문학적인 탐색 방법에 대한 논문이 포함되어있다.
카나리아 제도의 남쪽에서 출발한 배는 오직 바람에 맡긴 항해만으로 돌아오기가 매우 힘들었는데, 그 이유는 바람과 해류의 흐름의 변화 때문이다. 북대서양 환류와 적도 반류와 북동무역풍과 남동무역풍이 만나는 복잡한 바람과 해류의 흐름 때문에 범선이 북쪽으로 되돌아가는 것을 어렵게 만들기 때문이다. 이러한 문제를 극복하고 인도와 아프리카 주변을 통과하는 해상 항로를 명확히 하기 위해 포르투갈인이 체계적인 항해법을 생각해냈다. 그들은 카나리아의 남부지역에서 돌아오는 그 경로를 'volta do largo' 또는 'volta do mar'라 이름 붙였다.
1427년 아소르스제도의 ‘재발견’은 현재 아프리카 서부 해안에서 돌아오는 경로에 있는 섬의 전략적 중요성과 사르가소해에 대한 기존의 이야기들을 재조합한 것이다. 그리고 이 섬은 1436년에는 다시 돌아오는 서쪽항로 쓰였는데, 항해 도중 아프리카 서부 해안에서 멀리 떨어진 남동풍과 북동풍을 이용하여 서풍이 선원들을 유럽의 서해안으로 이동시키는데 필요했다.
포르투갈인들은 1년 중 대서양의 계절변화에 따른 해류와 바람의 세기를 고려하여 다양한 경로를 이용할 정도였으며, 포르투갈의 항해법에 대한 정보 중 지도와 경로를 유출하면 사형을 할 정도로 정보관리가 엄중했고, 이런 민감한 정보들을 1775년 리스본 지진으로 파괴된 왕립기록보관소에 보관하였었다.
포르투갈의 탐험가인 바르톨로메우 디아스는 1487년 8월에 전설적인 기독교 국가였던 에티오피아를 발견 할 것을 명령받아 아프리카 서해안 탐험을 계획하였다 희망봉을 발견하였고 바스쿠 다 가마는 희망봉이 발견된 후 포르투갈의 숙원이던 인도 항로를 개척하였다.
1493년 3월, 크리스토퍼 콜럼버스가 1차 항해를 마치고 귀국한 후 스페인과 포르투갈 사이에 영토분쟁이 발생했는데, 1494년 토르데시야스조약을 체결하여 카보베르데섬 서쪽 서경46도 지점을 기준으로 남북방향으로 일직선을 그어 동쪽은 모두 포르투갈이, 서쪽의 아메리카 지역은 스페인이 차지하기로 하였다. 이 조약을 통해 포르투갈이 인도산 후추를 독점할 수 있게 되었으며 남미대륙에서 브라질만이 유일하게 포르투갈어를 사용하게 된 것도 이 조약으로 인한 것이다.
덴마크의 아라비아 탐험은 1761~1767년에 일어났다. 이 원정대는 프레드릭 5세의 후원으로 1761년 1월 4일 코펜하겐에서 6명이서 출발하였으며, 알렉산드리아에 상륙하여 나일강을 따라 올라갔다. 이들의 주요목적은 이집트, 아라비아와 시리아의 자연사를 연구하고 지리를 파악해서 지도를 제작하는 거였으며, 부수적으로 구약성서를 밝히는 것이었다. 이 원정대에는 해양생물에 대한 연구를 하기 위해 그물이 있었으며, 스크레퍼를 이용하여 바닥에 있는 샘플까지 수집할 수 있었다. 긴 항해를 마치고 1767년 2월에 콘스탄티노플에 도착하여 같은 해의 11월에 코펜하겐으로 돌아왔는데 여행도증 5명이 사망하고 1명만이 살아서 돌아올 수 있었다.
태평양의 해류에 대한 정보는 제임스 쿡과 루이 앙투안 드 부갱빌을 포함한 18세기 후반의 탐험가들에 의해 수집되었으며, 제임스 레넬은 1777년 희망봉 주위를 항해하며 Scilly 섬 근처의 간헐적 해류에 대해 이해하고(Rennell 's Current라고 함) 대서양과 인도양의 해류를 자세히 설명하는 해양학에 대한 최초의 과학 교과서를 썼다.

### 현대해양학
과거 수많은 연구에도 불구하고 인간의 지식은 바다의 얕은 지역으로 한정되어 있었으며 바다의 깊이에 대해서는 거의 알려지지 않았다. 19세기 중반 영국 왕립 해군의 모든 세계의 해안선을 도표로 만들기 위한 노력이 널리 알려지지는 않았지만 그동안 알려지지 않았던 해양에 대한 과학적 관심을 높이는 계기가 되었다.

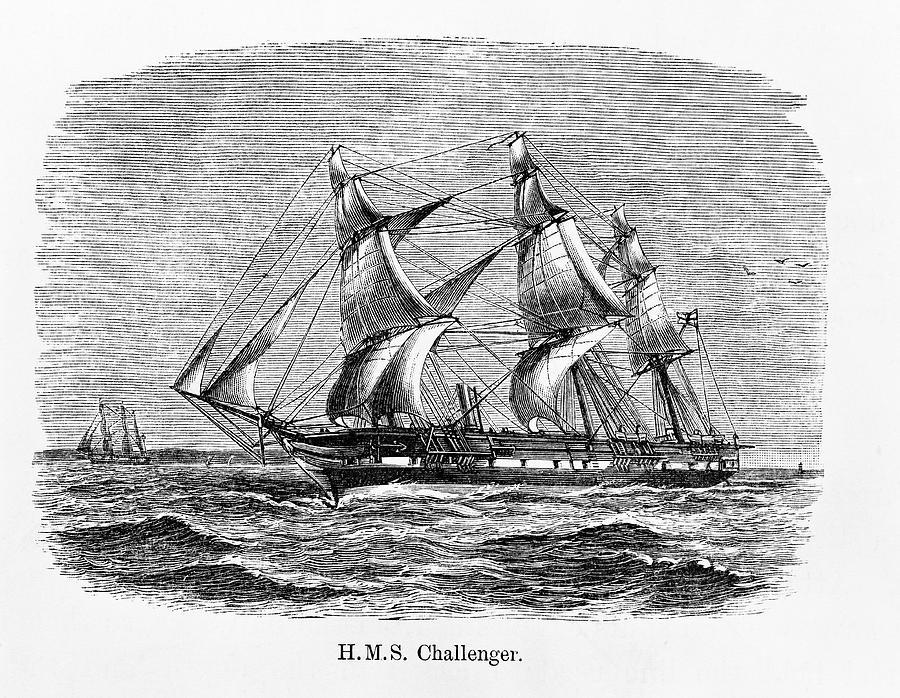
1872년에 해양탐사를 진행한 HMS 챌린저호

순수하게 과학을 목적으로 둔 최초의 해양 탐사는 챌린저 탐사이다. 1871년 영국 정부가 영국 왕립 학회의 권고에 따라 세계의 바다를 탐험하고 해양의 과학적 조사를 실시하는 탐험을 발표를 하였다. 이후 스코트랜드의 에든버러 대학에서 자연사를 담당하던 찰스 와이빌 톰슨과 캐나다출신인 그의 제자 존 머레이가 시작하였다. 챌린저 호는 톰슨의 감독하에 약 70000해리(130,000km)의 탐사를 여행했다. 1876년 탐사를 끝낸 챌린저호는 심해생물을 발견하였다. 약 4717종의 해양생물을 발견하여 해양생물학이란 학문을 탄생시키기도 하였으며 바다 수온, 퇴적물 채집, 심충수, 해류, 기상관측 등의 자료는 현대 해양학의 기초가 되었다. 챌린저 탐사의 영향으로 서방국가에서는 해양 탐사가 본격적으로 시작되었다.
1877년에는 미국의 박물학자 아가시(Alexander Agassiz)가 블레이크 호를 동원하여 355여군데에서 심해를 조사하였으며 이후 최초의 해양 선박인 알바트로스를 이용해 여러 번의 해양 조사를 하여 수많은 해양생물학자를 양성하기도 하였다.

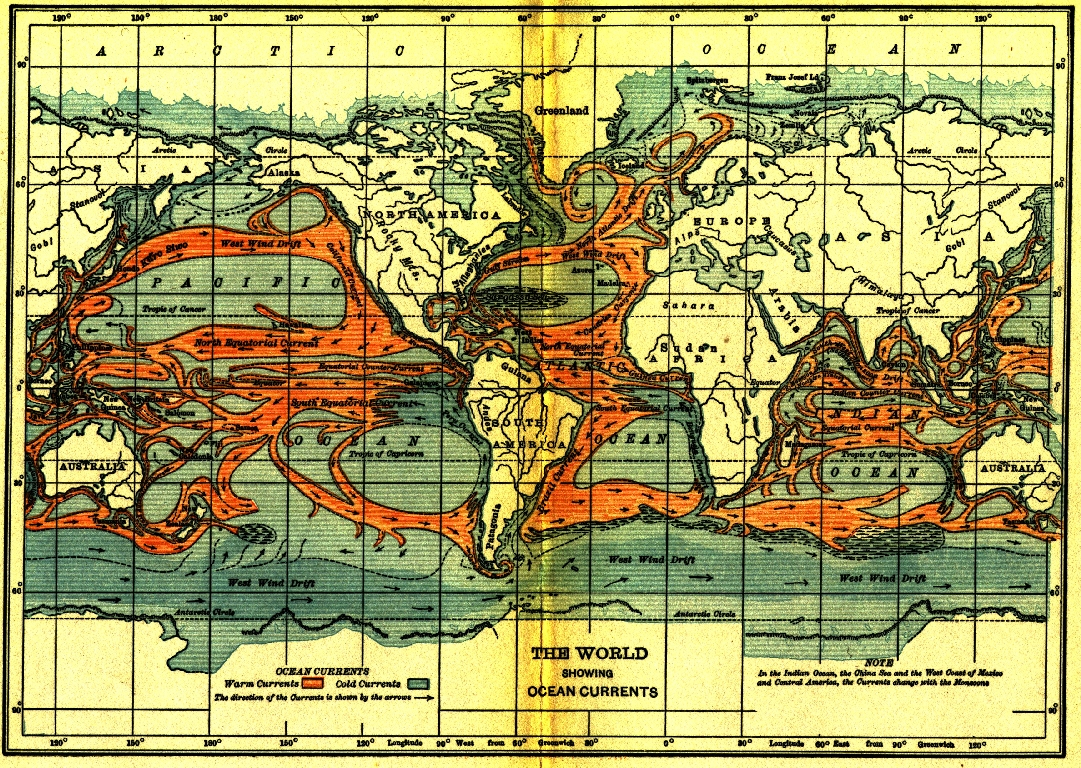
해류 지도

19세기 이후 20세기에 들어서 기술의 발전에 따라 해양학도 발전하게 되는데 1914년에는 최초로 바닥에서 반사되는 음파로 수짐을 재는 음향 측심이 이루어지게 되었다. 독일에서는 1925년에서 1927년까지 약 2년동안 음향측심기를 사용하여 약 70,000개의 해양 깊이를 측정, 수집하여 해저 수심도를 작성하였는데 이 탐사를 메테오 탐사(Meteor Expedition)라고 한다. 1957년에는 핵잠수함 노틸러스호가 북극을 탐사하였다.
20세기 후반에는 그동안 바다에서 진행되던 해양학 연구가 인공위성을 사용하여 하늘 위에서도 가능하게 되었다. 1978년 미국은 최초의 해양탐사용 위성 Seasat을 발사하여 해양의 수온, 해안선과 같은 해양 자료를 수집하였다.
1990년에는 10년 연구계획으로 WOCE(World Ocean Circulation Experiment,세계 해양 순환 실험)가 형성되어 미국, 일본, 한국등 다양한 국가가 참여하여 연구를 하였다.
현대의 해양 연구는 지구 기후 변화, 지구 온난화 그리고 이와 관련된 생물권 문제를 이해하고 해결하는데 중점을 두고 있다. 해양에 대한 더 많은 연구는 과학자들이 기후 예측을 더 쉽게 판단할 수 있게해주며 더 나아가 지구 자원의 효율적 활용에도 도움이 되고 있다.

## 세부 분야

### 생물해양학
해양생물학은 생물 해양학과 대조될 수 있다. 해양생물은 해양생물학과 생물해양학에서 모두 연구하는 분야이다. 생물 해양학은 생물체가 해양학계의 물리, 화학, 지질학에 어떻게 영향을 미치는지 연구하는 학문이다. 생물학적인 해양학은 대부분 바다 속의 미생물에 초점을 맞추고 있다. 미생물이 환경에 어떻게 영향을 받는지, 그리고 그것이 더 큰 해양 생물과 생태계에 어떻게 영향을 미치는지를 살펴본다. 생물학적인 해양학은 해양생물학과 비슷하지만 다른 관점에서 해양생물을 연구한다. 생물 해양학은 먹이 거미줄 측면에서 상향식 접근법을 취하는 반면 해양 생물학은 하향식 관점에서 바다를 연구한다. 생물 해양학은 플랑크톤에 대한 다양성(모형학, 영양 공급원, 운동성, 신진대사), 그들의 생산성과 그것이 전지구적 탄소 순환에서 어떻게 역할을 하는지, 그리고 그들의 분포(예식 및 생명 주기)에 중점을 두고 있다. 생물학적인 해양학은 또한 먹이 사슬에서 미생물의 역할과 인간이 바다의 생태계에 어떤 영향을 미치는지 조사하기도 한다.

### 화학 해양학
화학 해양학자들은 바다에서 발견되는 다른 화학 물질들 사이의 상호작용을 연구한다. 이들은 pH 측정기, 전기 전도도 측정기, 용존 이산화탄소 측정기와 같은 계측기를 물에 대한 화학물질의 소산율을 측정하는 도구로 사용한다. 그들은 또한 대기와 해안선, 그리고 해저에서도 입자 물질을 측정할 수 있다.
화학 해양학자들은 이러한 측정을 사용하여 지구에 대한 결론을 예측하고 도출할 수 있는 능력을 가지고 있다. 그들은 바다에서 일어나는 주기, 패턴, 화학적 상호작용의 전문가들이다. 수백만년 전 바다가 어땠는지, 아니면 앞으로 몇 세기가 어떻게 될지에 대한 예측을 할 수 있는 이 지식으로 말이다.
현대 기술을 이용하여, 화학 해양학자들은 환경과 지구 전체에 대한 결론을 도출할 수 있다. 바다가 있는 상태 또한 나머지 환경의 상태와 관련이 있다. 만약 바다가 변하고 있다면, 나머지 환경도 불균형을 보완하기 위한 노력으로 바뀔 것이다.
화학 해양학자들은 주로 해양 산성화와 관련이 있다. 해양산성화는 공기 중에 탄소가 과잉일 때, 탄소가 바다로 용해되어 화학적 조성의 균형을 잃고 산도가 상승할 때 일어난다.

#### 해양 산성화
해양 산성화는 인위적인 이산화탄소(CO2) 배출에 의해 대기 중으로 발생하는 해양 pH의 감소를 설명한다. 바닷물은 약간 알칼리성이며 산업화 전 pH는 약 8.2였다. 보다 최근에, 인공적인 활동은 대기의 이산화탄소 함량을 꾸준히 증가시켰다; 추가된 이산화탄소의 약 30~40%가 해양에 흡수되어, 탄산을 형성하고 해양 산성화로 pH(현재 8.1 미만)를 낮춘다. pH는 2100년에는 7.7에 이를 것으로 예상된다.
해양동물의 골격에 중요한 요소는 칼슘이지만 탄산칼슘은 압력에 의해 용해되기 때문에 탄산칼슘의 껍질과 골격은 탄산염 보상 깊이 아래로 용해된다. 탄산칼슘은 pH가 낮아지면 수용성이 높아지기 때문에 해양산성화는 굴, 바지락, 성게, 산호와 같은 석회 껍질이 있는 해양생물에 영향을 줄 가능성이 높고, 탄산염 보상 깊이는 해수면에 더 가까워진다. 영향을 받은 플랑크톤 유기체는 익룡류, 동석류, 그리고 아미페라를 포함하는데, 이 모든 것들은 먹이 사슬에서 중요하다. 열대 지방에서는, 산호가 탄산칼슘 골격을 만들 수 없게 되면서, 다른 암초 거주자들에게 나쁜 영향을 줄 가능성이 있다.
현재 해양화학 변화의 속도는 지구 지질사상 유례가 없는 것으로 보여 해양생태계가 가까운 미래의 변화 여건에 얼마나 잘 적응할지는 불투명하다. 특히 중요한 것은 높은 온도와 낮은 산소 농도의 예상되는 추가 스트레스 요인들과 산성화의 조합이 바다에 영향을 미치는 방법이다.
지질해양학
해양 지질학 또는 지질 해양학은 해저의 역사와 구조를 연구하는 학문이다. 그것은 해저와 해안 지대에 대한 지구물리학적, 지질학적, 퇴적물학적, 고생물학적 조사를 포함한다. 해양 지질학은 지구물리학과 물리 해양학과 밀접한 관련이 있다.
해양 지질 연구는 제2차 세계 대전 이후 몇 년 동안 해저 확산과 판구조론학에 결정적인 증거를 제공하는 데 매우 중요했다. 깊은 바다 바닥은 기본적으로 미개척의 마지막 개척지이며 군사(잠수함) 목표와 경제(석유 및 금속 채굴) 목표를 모두 지원하는 상세한 지도이다.

### 물리해양학
물리적 해양학은 해양 내의 물리적 조건과 물리적 과정, 특히 해양의 움직임과 물리적 특성을 연구하는 학문이다. 물리적 해양학은 해양학이 나뉘는 여러 하위 영역 중 하나이다. 다른 것들로는 생물, 화학, 지질 해양학 등이 있다.
물리적 해양학은 기술적이고 역동적인 물리적 해양학으로 세분될 수 있다.
서술적 물리적 해양학은 가능한 한 정확하게 유체 움직임을 설명하는 관찰과 복잡한 수치 모델을 통해 바다를 연구하려고 한다.
역동적 물리적 해양학은 주로 이론 연구와 수치 모델에 중점을 두고 유체의 움직임을 지배하는 과정에 초점을 맞춘다. 이것들은 기상학과 함께 공유되는 지구 물리 유체 역학(GFD)의 큰 영역의 일부이다. GFD는 코리올리스 힘에 의해 크게 영향을 받는 공간적 및 시간적 척도에서 발생하는 흐름을 설명하는 유체 역학 하위 영역이다.

#### 해류
해양학자들의 초기 해양 탐험 이래로, 해류와 온도 측정에 대한 연구가 주로 관심을 받았다. 조수, 코리올리 효과, 바람의 방향과 강도 변화, 염분, 온도 등이 해류를 결정하는 주요 요인이다. 열화칼린 순환(THC, 온도와 염분 함량을 가리키는 -haline)은 주로 바닷물의 밀도에 의존한다. 온도와 염도를 넘어 다른 주행요인을 보다 정확하게 설명하기 때문에 이 시스템을 '경계 뒤집기 순환'이라고 부르는 것이 보편화되고 있다.

#### 해양 열 함량
해양 열 함량(OHC)은 바다에 저장된 열을 가리킨다. 해양 열기의 변화는 열팽창 때문에 해수면 상승에 중요한 역할을 한다. 해양 온난화는 1971년부터 2010년까지 지구 온난화로 인한 에너지 축적량의 90%를 차지한다.

### 고생대양학
고생물 해양학은 순환, 화학, 생물학, 지질학, 퇴적 패턴과 생물학적 생산성에 관한 지질학적 과거의 해양사를 연구하는 학문이다. 환경 모델과 다른 대용물을 이용한 해양학 연구는 과학계가 과거 기후를 다양한 간격으로 재구성함으로써 지구 기후에서 해양 과정의 역할을 평가할 수 있도록 한다. 고생대양학 연구는 고생대 기후학과 밀접하게 관련되어 있다.

## 같이 보기
- 대한민국 해양수산부
- 한국해양학회
- 한국해양과학기술원
- 한국해양연구원
- 국립해양조사원
- 국립수산과학원
- 수산업협동조합중앙회
- 인천대학교
- 인하대학교
- 군산대학교
- 경북대학교
- 부경대학교
- 한국해양대학교
- 강릉원주대학교
- 제주대학교
- 전남대학교 수산해양대학
- 목포해양대학교